# Anzoátegui (Cojedes)
Anzoátegui é um município da Venezuela localizado no estado de Cojedes. A capital do município é a cidade de Cojedes.